# Monika Weberová
Monika Weberová (Monica Veberová) (* 7. února 1966 Satu Mare, Rumunsko) je bývalá rumunská a německá sportovní šermířka, která se specializovala na šerm fleretem. Rumunsko, Západní Německo a později sjednocené Německo reprezentovala v osmdesátých a devadesátých letech. V průběhu své sportovní kariéry závodila pod jmény Monika Kosztová, Monika Schrecková, Monika Clasenová. Na olympijských hrách startovala v roce 1984, 1992, 1996 a 2000 v soutěži jednotlivkyň a družstev. V soutěži jednotlivkyň se na olympijských hrách 1996 probojovala do čtvrtfinále. V roce 1997 obsadila třetí místo na mistrovství světa v soutěži jednotlivkyň a v roce 1999 obsadila druhé místo na mistrovství Evropy. S rumunským družstvem fleretistek vybojovala na olympijských hrách 1984 stříbrnou olympijskou medaili a s německým družstvem fleretistek vybojovala na olympijských hrách stříbrnou (1992) a dvě bronzové (1996, 2000) olympijské medaile. S německým družstvem fleretistek vybojovala v roce 1993 a 1999 titul mistryň světa.